# Matthias Bernegger
Matthias Bernegger, né le 8 février 1582 à Hallstatt (Salzkammergut) et mort le 5 février 1640 à Strasbourg, est un mathématicien, astronome, philologue et historien d'origine autrichienne qui fut professeur d'éloquence et d'histoire à l'université de Strasbourg, également chanoine du chapitre de Saint-Thomas.
Auteur de nombreux ouvrages, il a fortement marqué l'enseignement strasbourgeois au XVIIe siècle et occupé une place de premier plan parmi l'avant-garde de la Modernité en Europe.

## Biographie
Formé au gymnase de Wels (Haute-Autriche), il quitte son pays pour fuir la Contre-Réforme menée par les Habsbourg et en 1599 il reprend ses études à Strasbourg.
Il entretient une correspondance assidue avec le juriste Hugo Grotius, le mathématicien Wilhelm Schickard et l'astronome Johannes Kepler. En collaboration avec ce dernier, il traduit et édite les œuvres de Galilée, leur permettant ainsi d'échapper à la destruction par l'Inquisition.
En 1636, il est victime d'une attaque qui le laisse paralysé jusqu'à la fin de ses jours.
Matthias Bernegger est le père de Jean-Gaspard Bernegger, diplomate, juriste et archiviste à Strasbourg, et le beau-père du philologue et historien Jean Freinsheim.

## Publications (sélection)

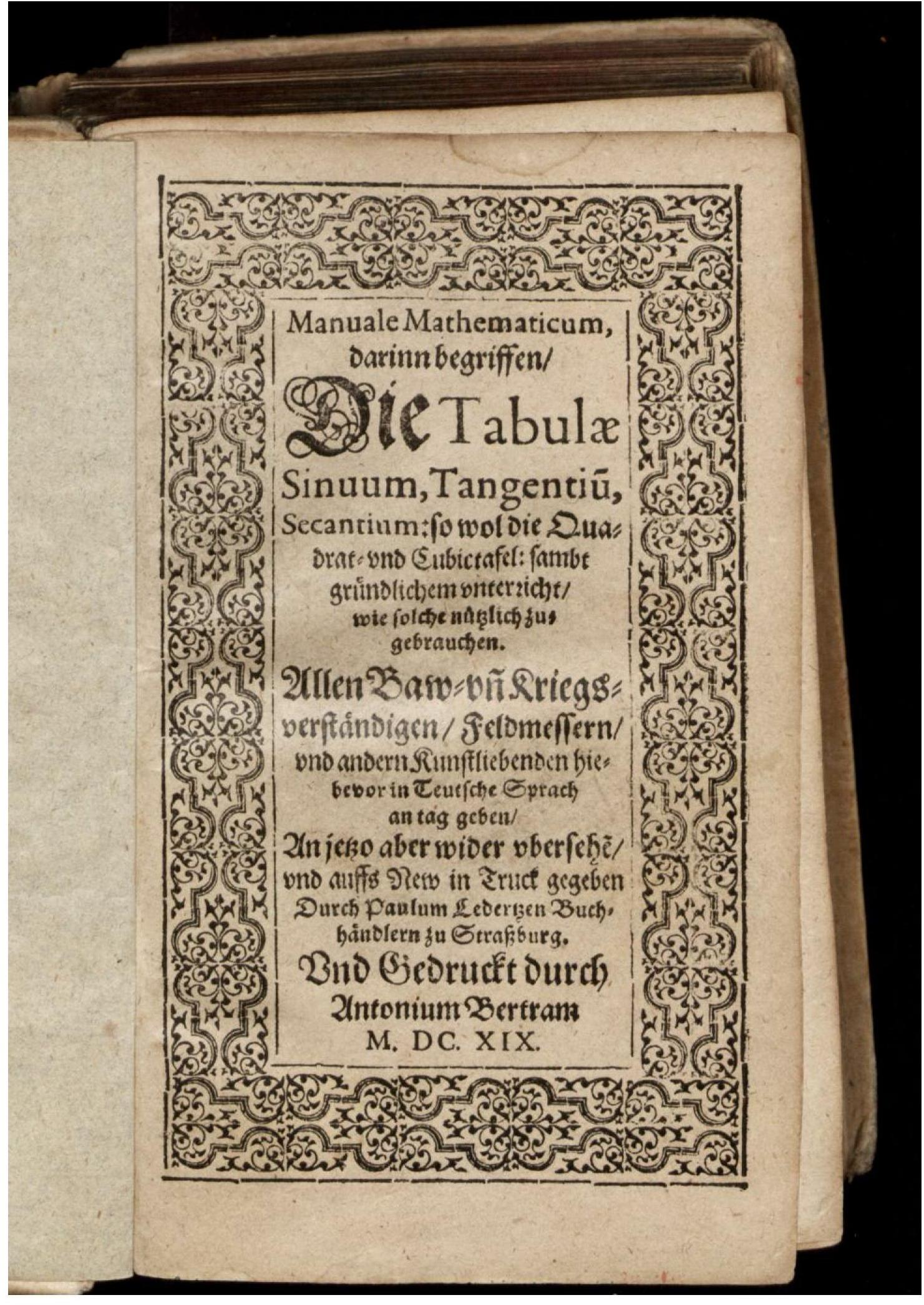
Frontispice du Manuale Mathematicum

- Manuale Mathematicum ... Allen Bau- vnd Kriegsverständigen ... vnd andern Kunstliebenden in Teutscher Sprach, Strasbourg, 1612 (texte intégral sur Commons) Lire en ligne
- Dodecas Qvaestionum Militarium, Ex C. Taciti Germania desumptarum, Strasbourg, 1616 Lire en ligne
- Tuba Pacis, occenta Scioppiano Belli Sacri Classico., Strasbourg, 1621 Lire en ligne
- Systema cosmicum, Authore Galilaeo Galilei, Strasbourg, 1635

## Correspondance
- Hugonis Grotii & Matthiae Berneggeri Epistolae, Strasbourg, 1667 (Version de 1696)
- Epistolae J. Keppleri & M. Berneggeri, Strasbourg, 1672 Lire en ligne
- Epistolae W. Schickarti & M. Berneggeri., Strasbourg, 1673 Lire en ligne

## Hommages
Une rue de Strasbourg, dans le quartier des XV, porte son nom.